# De Jappen vallen aan
De Jappen vallen aan is een stripverhaal en het eerste avontuur in de reeks Buck Danny.

## Het verhaal
Het verhaal begint in New York op 21 juli 1941, waar een pas afgestudeerde Buck werk zoekt. Hij komt uiteindelijk op 2 november terecht in Pearl Harbor. 
Daar is hij getuige van de aanval door de Japanse marine. Na de aanval te hebben overleefd, treedt Buck in dienst van de Amerikaanse marine. Hij neemt deel aan tal van verkennings- en aanvalsmissies tijdens de Slag in de Koraalzee. Buck wordt ook echter tweemaal neer geschoten, maar weet zich telkens met de hulp van de lokale bevolking te redden.

## De vliegtuigen in de strip
- Mitsubishi A6M Zero
- Mitsubishi G4M Betty
- Grumman F6F Hellcat
- Grumman TBF Avenger
- Kawanishi H8K Emily
- Curtiss SB2C Helldiver
- Douglas SBD Dauntless

## Achtergronden bij het verhaal
- In de strip zitten verschillende pagina's extra informatie over de oorlog in de Stille Oceaan. Gaande van beschrijvingen van vliegtuigen, schepen over generaals tot vlootbewegingen.
- Er zitten een aantal onnauwkeurigheden in het verhaal. Zo zien we op pagina 14 dat de Japanners Pearl Harbor aanvallen met tweedekkers.